# حريق دار أيتام غواتيمالا 2017
اندلع حريق دار الأيتام في غواتيمالا في 8 مارس 2017، في منزل فيرجن دي لا أسونسيون الآمن في سان خوسيه بينولا، غواتيمالا . قُتلت 41 فتاة، تتراوح أعمارهن بين 14 و17 عامًا، عندما شب حريق في دار الأيتام. تم حبس الفتيات في غرفة المدرسة بعد الاحتجاجات وأعمال الشغب ومحاولة الهروب التي حدثت في اليوم السابق. في أعقاب الحريق، تم القبض على ثلاثة مسؤولين حكوميين - بمن فيهم وزير الرعاية الاجتماعية في البلاد - ووجهت إليهم تهم بارتكاب جرائم مثل القتل الخطأ والإهمال.

## خلفية
منزل فيرجن دي لا أسونسيون الآمن هو منزل للأطفال تديره الدولة يقع في سان خوسيه بينولا، على بعد حوالي 25 كيلومتر (16 ميل) عن العاصمة جواتيمالا. تم بناء المؤسسة في عام 2010 وتستوعب الأطفال المهجورين أو الأيتام، وكذلك الأطفال ذوي الإعاقة، أو المدمنين على المخدرات، أو الحوامل.  تم إضفاء الطابع المؤسسي على البعض من قبل الدولة بعد تعرضهم للإيذاء من قبل أفراد الأسرة، أو إجبارهم على ممارسة الدعارة، أو التشرد.   على الرغم من أن المنزل لا يأوي المجرمين، إلا أنه يستوعب القصر الذين لديهم تاريخ قانوني والذين أكملوا عقوباتهم، ولكن ليس لديهم أقارب لرعايتهم. 
يتسع المنزل لحوالي 350 إلى 500 شاب، لكنه كان يأوي 700 إلى 800 شاب في وقت الحريق.   تم فصل الأطفال في مناطق مختلفة من المبنى على أساس العمر والجنس.

### تقارير عن سوء المعاملة
لدى الدير تاريخ طويل من مزاعم الإساءة. في عام 2014، أدين مقاول استأجره المنزل باغتصاب فتاة تبلغ من العمر 17 عامًا معاقة عقليًا.  تم القبض على اثنين من المدرسين بتهمة الاعتداء الجنسي. 
تلقى مكتب أمين المظالم المعني بحقوق الإنسان في غواتيمالا 45 تقريرًا عن انتهاكات بين عامي 2012 و2016. في 2 نوفمبر 2016، طلبت إدارة حقوق الإنسان من لجنة الدول الأمريكية لحقوق الإنسان إصدار تدابير وقائية، مستشهدة بأدلة على سوء المعاملة من قبل الموظفين وشبكة الاتجار بالبشر التي جندت الأطفال من المنزل. 

## الحادثة

### 7 مارس
في 7 مارس، اندلعت أعمال شغب في المنزل الآمن، أعقبها هروب جماعي. بدأ اليوم باحتجاجات ضد الانتهاكات والاغتصاب والاكتظاظ.  وفقا لأمانة الرعاية الاجتماعية، بدأت أعمال الشغب في الساعة 2:00 ظهرًا عندما صعدت مجموعة من المراهقين إلى السطح وهددوا الحراس والموظفين بأشياء معدنية. خلال الفوضى، هرب حوالي 85 ساكنًا وفروا إلى الغابات المحيطة. ألقت الشرطة القبض على معظمهم وأعيدوا إلى منازلهم. 
حوالي الساعة 10:00 مساء، اتصل ضابط في الشرطة المدنية الوطنية في غواتيمالا بالرئيس جيمي موراليس لإبلاغه بالوضع. 
عند العودة إلى المنزل، لم يُسمح للمراهقين بدخول المبنى على الفور. كان الرئيس موراليس قد أصدر تعليماته للعاملين بالفصل بين الهاربين لأنهم انتهكوا القانون وشكلوا خطرًا على السكان الآخرين.  في الساعة 1:00 صباحا، تم السماح للهاربين بالعودة إلى المبنى. تم إعادة الأولاد إلى مهاجعهم، بينما تم إرسال الفتيات إلى الفصل الدراسي. 

### 8 مارس
تم حبس 51 فتاة في غرفة مدرسة مساحتها 4x4 متر.  تم تزويدهن بالفرش، ولكن ليس البطانيات. قامت الشرطة الوطنية بحراسة الغرفة طوال الليل. 
في الصباح، لم يُسمح للفتيات بالخروج لدخول الحمام. حوالي 9:00 صباحا، اندلع حريق في الفصل الدراسي. سبب الحريق غير محدد، لكن شهود العيان يقولون إن الحريق أشعله مراهقون في عمل احتجاجي. وروى ناجيان سماع فتيات يصرخن قائلين إنهن ذاهبات إلى "التضحية حتى يعرف الجميع ما الذي يعيشون فيه".  ولم تسمح الشرطة التي كانت تحرس الغرفة للفتيات بالهروب. 
ماتت 19 فتاة في مكان الحادث. تم نقل الضحايا إلى مستشفيات في مدينة غواتيمالا ومستشفى شرينرز للأطفال في تكساس.   في المجموع، قُتلت 41 فتاة في الحريق.  تراوحت أعمارهم بين 14 و17 عامًا.

## بعد الحادثة

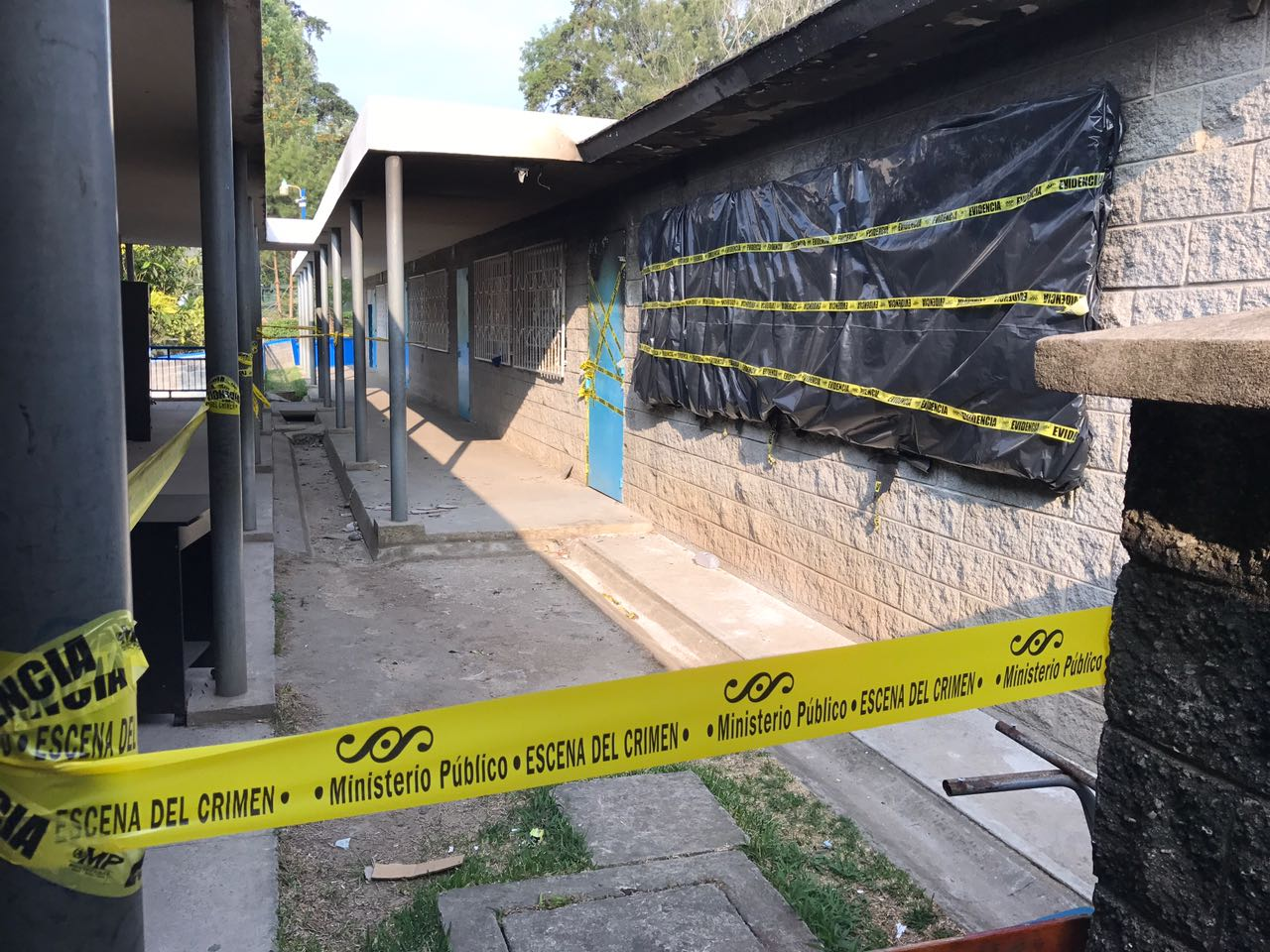
خارج المبنى بعد الحريق، محاط بشريط لمسرح الجريمة

أدان المدافعون عن حقوق الإنسان العديد من المسؤولين - بما في ذلك الرئيس موراليس، والمدعي العام، ووزير الرعاية الاجتماعية - لفشلهم في معالجة الشكاوى المتعلقة بالإساءات بجميع أنواعها في دار الأيتام. وبدلاً من ذلك، ألقى متحدث باسم الرئيس باللوم على نظام المحاكم. 
دعا العديد من أعضاء الكونغرس في غواتيمالا إلى إقالة كارلوس روداس، وزير الرعاية الاجتماعية.  في غضون ذلك، بدأ النائب العام تحقيقًا جنائيًا في الأحداث، وجمع الأدلة بما في ذلك الفيديو من كاميرات المراقبة في المنزل. 
في 11 مارس، احتج مئات الأشخاص في مدينة غواتيمالا ضد الإهمال والفساد وعدم كفاءة الحكومة الغواتيمالية.  سار المتظاهرون في شوارع المدينة يقرؤون أسماء وأعمار الفتيات اللواتي متن. تضمنت الهتافات "لقد كانت الدولة" و"لم تكن مصادفة، لقد كان إعدامًا". 
في نفس يوم الاحتجاجات، استقال روداس من منصب وزير الرعاية الاجتماعية. أعلن الرئيس موراليس أنه سوف "يزيل التسلسل القيادي" في المنزل الآمن، وتم فصل نائب وزير الرعاية الاجتماعية ومدير المنزل بعد وقت قصير من الحريق.[بحاجة لمصدر]

### اعتقالات
في 13 مارس، أعلنت السلطات الغواتيمالية اعتقال الوزير السابق كارلوس روداس، ونائبه أناهي كيلر، والمدير السابق للمنزل الآمن سانتوس توريس. وشملت التهم الجنائية الموجهة إليهم القتل الخطأ، وإساءة معاملة القصر، والإهمال.[بحاجة لمصدر] في يونيو، تم اتهام ضابطا شرطة أيضًا بجرائم تتعلق بالحريق. 

## في الثقافة الشعبية
- تم ترشيح فيلم ساريا (2019)، الفيلم القصير الذي يصور المأساة، لجائزة الأوسكار في عام 2020. [22] [23]